# Poigny
Poigny és un municipi francès, situat al departament de Sena i Marne i a la regió de Illa de França. L'any 2007 tenia 438 habitants.
Forma part del cantó de Provins, del districte de Provins i de la Comunitat de comunes del Provinois.

## Demografia

### Població
El 2007 la població de fet de Poigny era de 438 persones. Hi havia 156 famílies, de les quals 24 eren unipersonals (12 homes vivint sols i 12 dones vivint soles), 52 parelles sense fills, 72 parelles amb fills i 8 famílies monoparentals amb fills.
La població ha evolucionat segons el següent gràfic:
Habitants censats

### Habitatges
El 2007 hi havia 180 habitatges, 156 eren l'habitatge principal de la família, 8 eren segones residències i 16 estaven desocupats. 161 eren cases i 18 eren apartaments. Dels 156 habitatges principals, 130 estaven ocupats pels seus propietaris, 22 estaven llogats i ocupats pels llogaters i 4 estaven cedits a títol gratuït; 1 tenia una cambra, 9 en tenien dues, 19 en tenien tres, 49 en tenien quatre i 79 en tenien cinc o més. 136 habitatges disposaven pel capbaix d'una plaça de pàrquing. A 72 habitatges hi havia un automòbil i a 77 n'hi havia dos o més.

### Piràmide de població
La piràmide de població per edats i sexe el 2009 era:
| Homes | Edats   | Dones |
| ----- | ------- | ----- |
| 0     | 95 o +  | 0     |
| 0     | 90 a 94 | 0     |
| 0     | 85 a 89 | 0     |
| 0     | 80 a 84 | 0     |
| 8     | 75 a 79 | 4     |
| 4     | 70 a 74 | 8     |
| 4     | 65 a 69 | 12    |
| 16    | 60 a 64 | 24    |
| 12    | 55 a 59 | 12    |
| 20    | 50 a 54 | 8     |
| 4     | 45 a 49 | 16    |
| 12    | 40 a 44 | 16    |
| 24    | 35 a 39 | 20    |
| 16    | 30 a 34 | 4     |
| 8     | 25 a 29 | 12    |
| 8     | 20 a 24 | 16    |
| 0     | 15 a 19 | 16    |
| 20    | 10 a 14 | 16    |
| 16    | 5 a 9   | 16    |
| 8     | 0 a 4   | 4     |

## Economia
El 2007 la població en edat de treballar era de 299 persones, 219 eren actives i 80 eren inactives. De les 219 persones actives 204 estaven ocupades (109 homes i 95 dones) i 16 estaven aturades (7 homes i 9 dones). De les 80 persones inactives 31 estaven jubilades, 33 estaven estudiant i 16 estaven classificades com a «altres inactius».

### Ingressos
El 2009 a Poigny hi havia 173 unitats fiscals que integraven 478 persones, la mediana anual d'ingressos fiscals per persona era de 18.598,5 €.

### Activitats econòmiques
Dels 26 establiments que hi havia el 2007, 3 eren d'empreses extractives, 5 d'empreses de fabricació d'altres productes industrials, 4 d'empreses de construcció, 3 d'empreses de comerç i reparació d'automòbils, 2 d'empreses de transport, 1 d'una empresa d'hostatgeria i restauració, 1 d'una empresa financera, 5 d'empreses de serveis, 1 d'una entitat de l'administració pública i 1 d'una empresa classificada com a «altres activitats de serveis».
Dels 4 establiments de servei als particulars que hi havia el 2009, 1 era un taller de reparació d'automòbils i de material agrícola, 1 paleta, 1 electricista i 1 restaurant.
L'únic establiment comercial que hi havia el 2009 era una botiga de material de revestiment de parets i terra.
L'any 2000 a Poigny hi havia 6 explotacions agrícoles que ocupaven un total de 129 hectàrees.

## Equipaments sanitaris i escolars
El 2009 hi havia una escola elemental.

## Poblacions més properes
El següent diagrama mostra les poblacions més properes.